# Inter FC Bujumbura
L'Inter Football Club fou un club de futbol de la ciutat de Bujumbura, Burundi.
El 1987 el club patí una divisió de la que nasqué el AS Inter Star, mentre que l'original Inter FC desaparegué el 1989.

## Palmarès
- Lliga burundesa de futbol: [4]
  - 1970, 1974, 1975, 1977, 1978, 1985, 1987, 1988, 1989

- Copa burundesa de futbol: [5]
  - 1983, 1984